# 恐惧吞噬灵魂
《恐惧吞噬灵魂》（德语：Angst essen Seele auf, lit. 'Fear Eat Soul Up'）是一部1974年的西德电影，由赖纳·维尔纳·法斯宾德编剧和导演，布丽吉特·米拉和埃尔·赫迪·本·萨利姆主演。该片在1974年戛纳电影节上获得了国际影评人联合会的最佳竞赛电影奖和普世评审团奖。它被认为是法斯宾德最有力的作品之一，被许多人誉为杰作。
影片围绕着二战后的德国老妇人埃米和摩洛哥移民工人阿里之间的恋情展开。

## 主题和象征意义
"恐惧吞噬灵魂"，这是阿里在电影早期与埃米交谈时说的一句话，在后来发现阿里患有胃溃疡并住院时，这句话几乎变成了字面意思。人物也经常以夸张的方式出现在银幕上；人物被拍得离镜头很远，以强调埃米和阿里对社会的疏远感，而他们的公寓被拍得很幽闭，以象征他们在日常生活中的恐惧。影片中的旁观者身份体现了社会对边缘化个体的压迫，然而具有讽刺意味的是，当邻居们看到埃米和阿里作为 "生产和消费的主体 "的功利性需求时，这种距离感就减弱了。

## 获奖情况
第27届戛纳电影节  (1974) 主竞赛单元 金棕榈奖(提名) 赖纳·维尔纳·法斯宾德
费比西奖 竞赛单元奖 赖纳·维尔纳·法斯宾德
天主教人道精神奖 赖纳·维尔纳·法斯宾德